# Nabla
În calculul vectorial, nabla este un operator diferențial vectorial ce operează asupra vectorilor și scalarilor, operator reprezentat prin simbolul nabla: {\displaystyle \nabla }.
Nabla este o noțiune matematică ce folosește în primul rând ca o convenție de notație evidențiată de Josiah Willard Gibbs; face multe ecuații mai ușor de înțeles, scris, și reținut. În funcție de cum este aplicat operatorul, el poate descrie gradientul (panta), divergența sau rotorul.
Matematic, nabla poate fi privit ca un ansamblu de derivate parțiale în spațiul multidimensional. Când este folosit într-o singură dimensiune, el ia forma derivatei din analiza matematică. Ca operator, el operează pe câmpuri vectoriale și câmpuri scalare care suportă operații similare înmulțirii. Ca toți operatorii, acești operatori similari înmulțirii nu trebuie să fie confundați cu înmulțirea uzuală; în particular, nabla nu comută.

## Definiție
În coordonate carteziene tridimensionale, R3 cu coordonatele (x, y, z), nabla se definește ca un vector euclidian cu componentele 
{\displaystyle \nabla =\mathbf {i} {\partial  \over \partial x}+\mathbf {j} {\partial  \over \partial y}+\mathbf {k} {\partial  \over \partial z}}
unde (i, j, k) este baza standard în R3. 
Această definiție poate fi generalizată într-un spațiu euclidian, de dimensiune n Rn. În sistemul de coordonate carteziene cu coordonatele (x1, x2, …, xn), nabla este:
{\displaystyle \nabla =\sum _{i=1}^{n}\mathbf {e_{i}} {\partial  \over \partial x_{i}}}
unde {\displaystyle \{\mathbf {e_{i}} :1\leq i\leq n\}} este baza standard în acest spațiu.
Mai pe scurt, folosind notația Einstein, nabla se scrie ca
{\displaystyle \nabla =\mathbf {e_{i}} \partial _{i}}
Nabla poate fi exprimat și în alte sisteme de coordonate, de exemplu în coordonate cilindrice sau sferice.

## Aplicații ale operatorului nabla
Acest operator se poate aplica asupra câmpurilor scalare (Φ) sau vectoriale F, dând: 

| • Gradientul:  | {\displaystyle \nabla \phi }                  |
| • Divergența:  | {\displaystyle \nabla \cdot {\vec {F}}}       |
| • Rotorul:     | {\displaystyle \nabla \times {\vec {F}}}      |
| • Laplacianul: | {\displaystyle \nabla ^{2}\phi =\Delta \phi } |

## Algebra operatorului ∇
Fiind vorba de un operator diferențial, rezultatul aplicării lui asupra unui produs are reguli similare cu cele de derivare a produsului de funcții. Dependent de natura câmpurilor asupra cărora operează, rezultatul poate fi o expresie mai mult sau mai puțin complicată. 
Formulele cele mai importante sunt:
{\displaystyle \nabla (\phi \psi )=(\nabla \phi )\psi +\phi (\nabla \psi )}
{\displaystyle \nabla \cdot (\phi {\vec {A}})=(\nabla \phi )\cdot {\vec {A}}+\phi (\nabla \cdot {\vec {A}})}
{\displaystyle \nabla \times (\phi {\vec {A}})=(\nabla \phi )\times {\vec {A}}+\phi (\nabla \times {\vec {A}})}
{\displaystyle \nabla ({\vec {A}}\cdot {\vec {B}})={\vec {B}}\times (\nabla \times {\vec {A}})+{\vec {A}}\times (\nabla \times {\vec {B}})+({\vec {B}}\cdot \nabla ){\vec {A}}+({\vec {A}}\cdot \nabla ){\vec {B}}}
{\displaystyle \nabla \cdot ({\vec {A}}\times {\vec {B}})=(\nabla \times {\vec {A}})\cdot {\vec {B}}-(\nabla \times {\vec {B}})\cdot {\vec {A}}}
{\displaystyle \nabla \times ({\vec {A}}\times {\vec {B}})=(\nabla \cdot {\vec {B}}){\vec {A}}+({\vec {B}}\cdot \nabla ){\vec {A}}-(\nabla \cdot {\vec {A}}){\vec {B}}-({\vec {A}}\cdot \nabla ){\vec {B}}}

## Notația cu nabla
Nabla este folosit drept formă prescurtată de scriere pentru simplificarea multor expresii matematice lungi. Cel mai adesea, este folosit pentru a simplifica expresiile pentru gradient, divergență, rotor, derivată direcțională și Laplacian în ecuațiile fizicii matematice pentru câmpurile electric și magnetic, câmpul de viteze și vorticitatea în dinamica fluidelor și fenomene de transfer termic și al substanței.